# Gideon E. Schwarz
Gideon E. Schwarz (* 23. August 1933 in Salzburg; † 2007 in Jerusalem) war ein Mathematiker und Professor der Statistik an der Hebräischen Universität Jerusalem.

## Leben
Schwarz emigrierte 1938 im Kindesalter nach Palästina. Von 1951 bis 1960 studierte er Mathematik an der Hebräischen Universität Jerusalem und der Columbia University. Er promovierte 1962 in Statistik an der Columbia University zum Thema Asymptotic Shapes of Bayes Sequential Testing Regions. Danach lehrte er als Associate Professor an der Hebräischen Universität Jerusalem. Neben der Statistik beschäftigte er sich auch mit der Theorie der stochastischen Prozesse.
Von ihm stammt das Bayes’sche Informationskriterium (BIC) (1978) der Statistik und der Satz von Dubins-Schwarz (1965) aus der stochastischen Analysis.
Neben seiner Lehrtätigkeit ließ sich Schwarz zum Psychotherapeuten ausbilden und arbeitete auch in diesem Beruf.